# Isabella Andreini
Isabella Canali, devenue après son mariage Isabella Andreini, née en 1562 à Padoue et morte à Lyon le 11 juin 1604 est une poétesse et comédienne italienne de la  commedia dell'arte.

## Biographie
Isabella Andreini a donné son prénom au personnage-type de l’amoureuse, personnage non seulement d’une grande beauté mais également érudite et rusée. Elle sera célèbre par les scènes de folie amoureuse, feinte ou réelle, qu'elle interprétait à la perfection.  Elle est réputée autant par son grand talent de comédienne, que par ses écrits. Ses sonnets ont inspiré notamment le poète français Isaac Du Ryer (1568-1634).
En 1578, la jeune Isabella Canali entre dans la troupe des comédiens I Gelosi, en épousant, à l’âge de seize ans, l’acteur trentenaire Francesco Andreini, qui jouait le personnage du capitaine sous le nom de Spavento
En 1603, les Gelosi arrivent à Paris.
Elle meurt d'une fausse couche (enceinte de son huitième enfant) à Lyon, alors que la troupe des Gelosi est sur le chemin du retour vers l'Italie.  
Giambattista Andreini (1578-1650), l’un de ses huit enfants, était acteur et dramaturge.

## Œuvres
- La Pazzia d’Isabella, représentée à Florence en 1589.
- Myrtille, Bergerie, Paris, Matthieu Guillemot, 1602.
- Lettere d’Isabella Andreini, Padovana, Comica Gelosa et Academica Intenta nominata l’Accesa, Venise, Marc’Antonio Zaltieri, 1607.
- Lettres à mes amants, Paris, 2006, éditions Alternatives (trad. de l'italien par François de Grenaille)